# Friedrich Dulk
Friedrich Philipp Dulk (* 22. November 1788 in Stallupönen, Ostpreußen; † 14. Dezember 1851 in Königsberg) war ein deutscher Pharmazeut, Chemiker und Hochschullehrer. Er war auch Mitglied der Mineralogischen Gesellschaft zu Jena.

## Leben und Wirken
Sein Vater, ein Akziseneinnehmer, zog ein Jahr nach der Geburt Dulks mit der Familie nach Bartenstein. Friedrich Dulk begann 1804 an der Albertina in Königsberg Rechtswissenschaft zu studieren und lernte daneben bei seinem Bruder Pharmazie. 1812 machte er in Berlin sein Examen als Apotheker und übernahm 1815 die Apotheke seines Bruders. In seinen geschäftsfreien Stunden widmete er sich dem Studium der Chemie und konnte sich 1825 als akademischer Dozent habilitieren. Anschließend wurde er an die Albertina Königsberg als ordentlicher Professor berufen.  Dulks Hauptwerk ist sein Kommentar zur preußischen Pharmakopöe. Er gehörte dem Ersten und Zweiten Vereinigten Landtag an.

## Familie
Er ist der Vater des Dramatikers Albert Dulk. Seine Tochter Marie Sophie Emilie Dulk ehelichte 1841 Otto Hesse.

## Publikationen
- Über Elektromagnetismus, Königsberg 1823
- De oxygenio. Dissertatio acad. pro venia leg., Königsberg 1825
- Einfache Mittel, Leipzig 1828
- Bereitete und zusammengesetzte Mittel, Leipzig 1829
- Pharmacopoea Borussica. Die preußische Pharmakopöe, übersetzt und erläutert, Leipzig 1829
- Pharmacopoea Borussica. Die Preußische Pharmakopöe, übers. u. erl. von Friedr. Phil. Dulk. Voss, Leipzig 1833- (mehrbändiges Werk) Digitalisierte Ausgabe der Universitäts- und Landesbibliothek Düsseldorf
- Synoptische Tabelle über die Atomgewichte der einfachen und mehrerer zusammengesetzter Körper, und das Verhältniß der Bestandtheile der letzteren, Leipzig 1830
- Anhang zur Preußischen Pharmacopoe, nebst einer Beilage: Synoptische Tabelle der Atomgewichte, 4. Aufl., Leipzig 1830
- Zusammengesetzte Mittel, Leipzig 1830
- mit Ludwig Wilhelm Sachs: Handwörterbuch der practischen Arzneimittellehre. Zum Gebrauch für angehende Aerzte und Physici, 3 Bde., Königsberg 1830–1839.
- De tartratibus nonnullis. Dissertatio chemica, Regiomonti 1831
- De materiis plantarum extractivis dictis. Dissertatio chemica, Regiomonti 1833
- De lucis effectibus chemicis, Commentatio gratulatoria, Regiomonti 1834
- Ueber Platinfeuerzeuge, Königsberg 1834
- Handbuch der Chemie: Zum Gebrauch bei seinen Vorlesungen und zum Selbstunterricht entworfen, Berlin 1833–1834